# Ferdinand Rebay
Pour l’article homonyme, voir Hilla de Rebay.
Ferdinand Rebay est un compositeur, pianiste, chef de chœur et pédagogue autrichien, né à Vienne le 11 juin 1880 et décédé dans la même ville le 6 novembre 1953.

## Biographie
Fils de Ferdinand Rebay (1851-1914), lui-même chanteur, écrivain et compositeur, le jeune Rebay chanta à l'abbaye Sainte-Croix. Il fit ensuite des études de musique au conservatoire de Vienne (ou Société des amis de la musique, Konservatorium der Gesellschaft der Musikfreunde) jusqu'en 1904. Il étudia avec Josef Wöss, Eusebius Mandyczevski et, pour la composition, avec Robert Fuchs.
De 1904 à 1920, il dirigea le Wiener Chorvereins puis, de 1915 à 1920 la Wiener Schubertbundes. De 1921 à 1938 et de 1945 à 1946, il enseigna le piano à l'Académie de musique de Vienne.

## Œuvre
Quoiqu'ami de compositeurs formant l'avant-garde de la Seconde école de Vienne, Rebay utilise un langage encore post-romantique, voire néoclassique. Son œuvre se compose d'une symphonie, deux opéras, plus de cent pièces pour chœur et environ quatre cents Lieder et six cents pièces pour guitare, dont la majorité de musique de chambre.